# Laminopora jellyae
Laminopora jellyae är en mossdjursart som först beskrevs av Levinsen 1909.  Laminopora jellyae ingår i släktet Laminopora och familjen Adeonidae. Inga underarter finns listade i Catalogue of Life.